# Wymarzona pogoda na ślub
Wymarzona pogoda na ślub (ang. Cheerful Weather for the Wedding) – brytyjski komediodramat z 2012 roku w reżyserii Donalda Rice’a, powstały na podstawie powieści z 1932 roku autorstwa Julli Strachey. Wyprodukowany przez wytwórnię Universal Pictures.

## Fabuła
Akcja filmu rozgrywa się w Anglii w latach 30. XX wieku. Rodzina Thatchamów szykuje się do ślubu Dolly (Felicity Jones), która ma wkrótce stanąć na ślubnym kobiercu. Do posiadłości przybywają zaproszeni goście. Sytuacja staje się coraz bardziej napięta, gdy do rodzinnej posiadłości przybywa dawny kochanek Dolly – Joseph Patten (Luke Treadaway). Pani Thatcham (Elizabeth McGovern) przeczuwa kłopoty, a Dolly ogarniają wątpliwości czy ma zdecydować się na ucieczkę z Josephem, czy rozpocząć zupełnie nowe życie u boku Owena (James Norton).

## Obsada
- Felicity Jones jako Dolly Thatcham
- Luke Treadaway jako Joseph Patten
- Elizabeth McGovern jako pani Thatcham
- Mackenzie Crook jako David Daken
- Fenella Woolgar jako Nancy Daken
- Eva Traynor jako Annie
- Zoe Tapper jako Evelyn Graham
- Paola Dionisotti jako pani Whitstable
- James Norton jako Owen
- Elizabeth Webster jako Betty

## Odbiór

### Krytyka
Film Wymarzona pogoda na ślub spotkał się z mieszaną reakcją krytyków. W serwisie Rotten Tomatoes 37% z trzydziestu recenzji filmu jest pozytywne (średnia ocen wyniosła 5,20 na 10). Na portalu Metacritic średnia ocen z 13 recenzji wyniosła 49 punktów na 100.